# Abházia címere

Abházia címere

Abházia címere Abházia egyik nemzeti jelképe.

## Leírása
A címer egy középen osztott pajzs, bal oldala fehér, míg a jobb zöld színű. Középen egy aranyszínű lovas nyilaz fölfelé.